# 拉坦诺文化
拉坦诺文化（法語：La Tène），欧洲铁器时代文化。拉登文化得名于瑞士纳沙泰尔州纳沙泰尔区的城镇拉登考古遗址。拉坦诺文化存在于前450年至前1世纪。